# Louchats
Louchats  est une commune française, située dans le département de la Gironde (région Nouvelle-Aquitaine).

## Géographie

### Localisation
Commune située dans le parc naturel régional des Landes de Gascogne et dans la forêt des Landes, la commune se trouve à 40 km au sud de Bordeaux, chef-lieu du département, à 30 km à l'ouest de Langon, et à 12 km au nord-ouest de Saint-Symphorien.
Louchats fait partie de l'aire d'attraction de Bordeaux, de la zone d'emploi de cette ville et du bassin de vie de Belin-Béliet.

### Communes limitrophes
Les communes limitrophes en sont Guillos au nord-est, Origne à l'est, Saint-Symphorien au sud-est, Le Tuzan au sud sur guère plus d'un kilomètre, Hostens au sud-ouest, Saint-Magne au nord-ouest et Cabanac-et-Villagrains au nord.
| Saint-Magne | Cabanac-et-Villagrains | Guillos          |
|             | Louchats               | Origne           |
| Hostens     | Le Tuzan               | Saint-Symphorien |

### Géologie et relief
La superficie de la commune est de 39,24 km2 ; son altitude varie de 57  à   86 mètres.

### Hydrographie

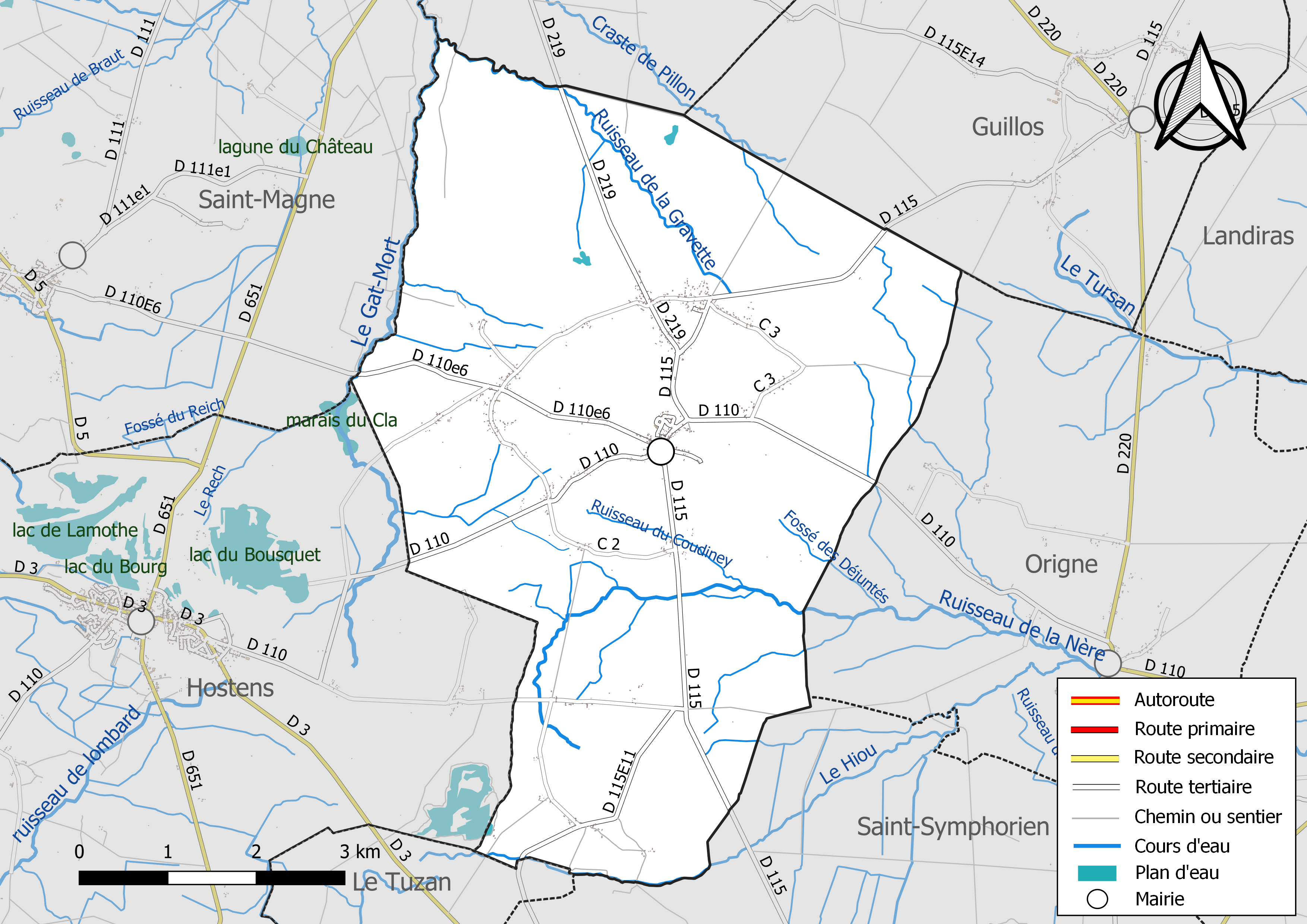
Carte hydrographique et des infrastructures de transport de la commune.

La commune est drainée par plusieurs ruisseaux.

### Climat
Pour des articles plus généraux, voir Climat de la Nouvelle-Aquitaine et Climat de la Gironde.
Historiquement, la commune est exposée à un climat océanique aquitain.  
En 2020, Météo-France publie une typologie des climats de la France métropolitaine dans laquelle la commune est exposée à un climat océanique et est dans la région climatique Aquitaine, Gascogne, caractérisée par une pluviométrie abondante au printemps, modérée en automne, un faible ensoleillement au printemps, un été chaud (19,5 °C), des vents faibles, des brouillards fréquents en automne et en hiver et des orages fréquents en été (15 à 20 jours).
Pour la période 1971-2000, la température annuelle moyenne est de 12,8 °C, avec une amplitude thermique annuelle de 14,5 °C. Le cumul annuel moyen de précipitations est de 974 mm, avec 12,3 jours de précipitations en janvier et 7,3 jours en juillet. Pour la période 1991-2020, la température moyenne annuelle observée sur la station météorologique la plus proche, située sur la commune de Belin-Béliet à 18 km à vol d'oiseau, est de 14,0 °C et le cumul annuel moyen de précipitations est de 927,7 mm,. Pour l'avenir, les paramètres climatiques de la commune estimés pour 2050 selon différents scénarios d’émission de gaz à effet de serre sont consultables sur un site dédié publié par Météo-France en novembre 2022.

## Urbanisme

### Typologie
Au 1er janvier 2024, Louchats est catégorisée commune rurale à habitat dispersé, selon la nouvelle grille communale de densité à sept niveaux définie par l'Insee en 2022.
Elle est située hors unité urbaine. Par ailleurs la commune fait partie de l'aire d'attraction de Bordeaux, dont elle est une commune de la couronne,. Cette aire, qui regroupe 275 communes, est catégorisée dans les aires de 700 000 habitants ou plus (hors Paris),.

### Occupation des sols

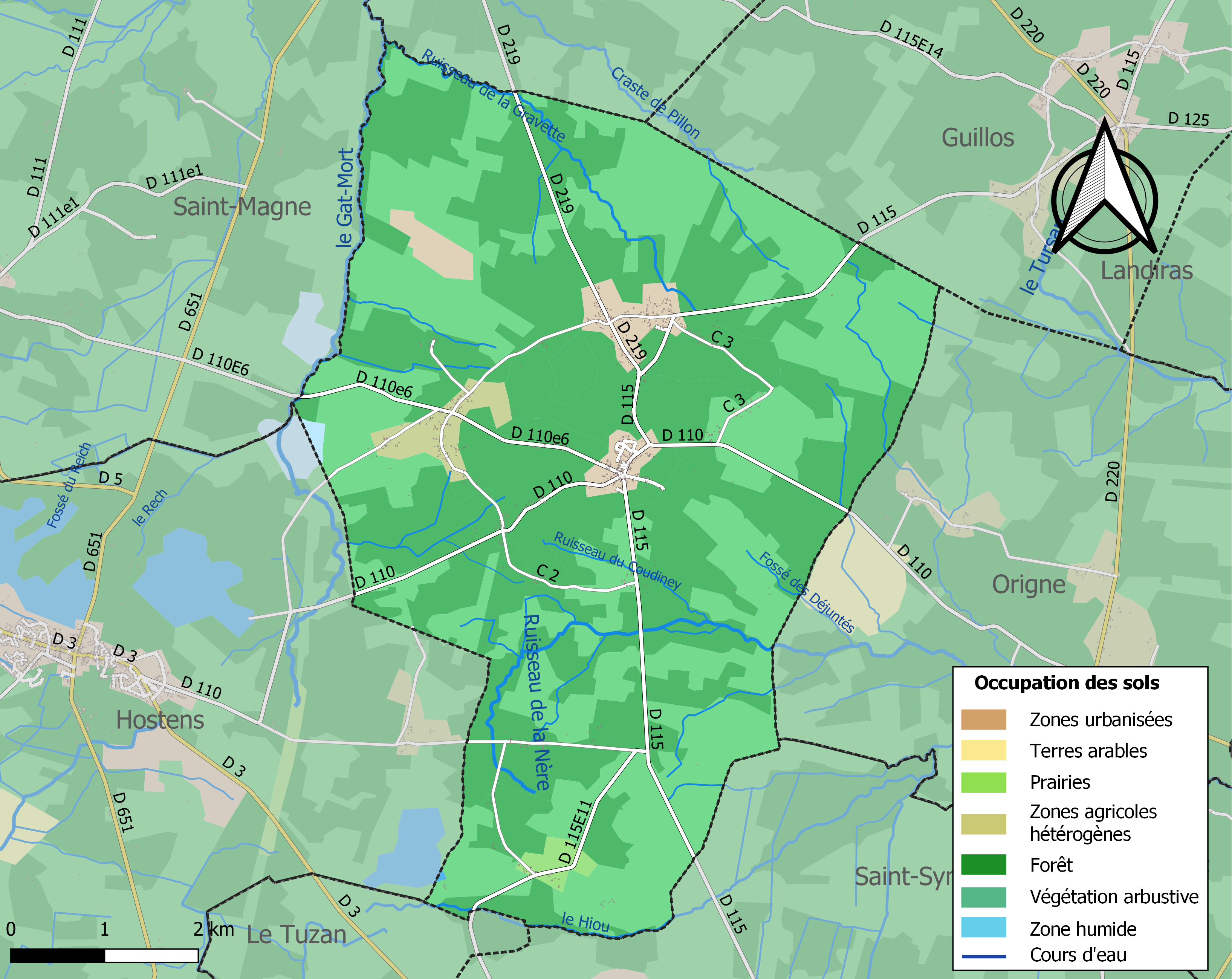
Carte des infrastructures et de l'occupation des sols de la commune en 2018 (CLC).

L'occupation des sols de la commune, telle qu'elle ressort de la base de données européenne d’occupation biophysique des sols Corine Land Cover (CLC), est marquée par l'importance des forêts et milieux semi-naturels (94,3 % en 2018), en diminution par rapport à 1990 (95,3 %). La répartition détaillée en 2018 est la suivante : 
forêts (52,3 %), milieux à végétation arbustive et/ou herbacée (42,1 %), zones urbanisées (2,4 %), zones agricoles hétérogènes (1,6 %), zones industrielles ou commerciales et réseaux de communication (0,8 %), prairies (0,7 %), zones humides intérieures (0,2 %). L'évolution de l’occupation des sols de la commune et de ses infrastructures peut être observée sur les différentes représentations cartographiques du territoire : la carte de Cassini (XVIIIe siècle), la carte d'état-major (1820-1866) et les cartes ou photos aériennes de l'IGN pour la période actuelle (1950 à aujourd'hui).

### Habitat et logement
En 2020, le nombre total de logements dans la commune était de 307, alors qu'il était de 288 en 2015 et de 281 en 2010.
Parmi ces logements, 88 % étaient des résidences principales, 7,6 % des résidences secondaires et 4,3 % des logements vacants. Ces logements étaient pour 99 % d'entre eux des maisons individuelles et pour 0,7 % des appartements.
Le tableau ci-dessous présente la typologie des logements à Louchats en 2020 en comparaison avec celle de la Gironde et de la France entière. Une caractéristique marquante du parc de logements est ainsi la faible proportion des résidences secondaires et logements occasionnels (7,6 %) par rapport au département (8,9 %) et à la France entière (9,7 %). 
| Typologie                                               | Louchats | Gironde | France entière |
| ------------------------------------------------------- | -------- | ------- | -------------- |
| Résidences principales (en %)                           | 88       | 84,8    | 82,1           |
| Résidences secondaires et logements occasionnels (en %) | 7,6      | 8,9     | 9,7            |
| Logements vacants (en %)                                | 4,3      | 6,3     | 8,2            |

### Voies de communication et transports
La commune est traversée, d'une part, par la route départementale RD 115 qui mène vers le sud en direction de la départementale RD 3 et Saint-Symphorien et vers le nord-est à Guillos et, d'autre part, par la route départementale RD 110 qui mène vers le sud-ouest à Hostens et vers le sud-est à Origne et au-delà à Villandraut. La route départementale RD 219 permet, au nord-ouest, de rejoindre Cabanac-et-Villagrains et Saucats.
L'autoroute la plus proche est l'autoroute A62 (Bordeaux-Toulouse) dont l'accès  2 Podensac est distant de 23 km par la route vers le nord-est.
L'accès  21 Salles à l'autoroute A63 (Bordeaux-Espagne) se trouve à 24 km par la route vers l'ouest.
L'accès  Bazas à l'autoroute A65 (Langon-Pau) se situe à 30 km vers l'est-sud-est.
Les quatre gares SNCF de Podensac, Cérons, Barsac et Preignac sur la ligne Bordeaux-Sète du TER Nouvelle-Aquitaine sont quasiment à même distance (25 à 26 km) par la route en direction du nord-est. Celle de Langon proposant plus de trafic se trouve à 29 km vers l'est.

### Risques naturels et technologiques
Le territoire de la commune de Louchats est vulnérable à différents aléas naturels : météorologiques (tempête, orage, neige, grand froid, canicule ou sécheresse), inondations, feux de forêts et séisme (sismicité très faible). Un site publié par le BRGM permet d'évaluer simplement et rapidement les risques d'un bien localisé soit par son adresse soit par le numéro de sa parcelle.
La commune a été reconnue en état de catastrophe naturelle au titre des dommages causés par les inondations et coulées de boue survenues en 1982, 1999, 2009 et 2020,.
Louchats est exposée au risque de feu de forêt. Depuis le 20 avril 2016, les départements de la Gironde, des Landes et de Lot-et-Garonne disposent d’un règlement interdépartemental de protection de la forêt contre les incendies. Ce règlement vise à mieux prévenir les incendies de forêt, à faciliter les interventions des services et à limiter les conséquences, que ce soit par le débroussaillement, la limitation de l’apport du feu ou la réglementation des activités en forêt. Il définit en particulier cinq niveaux de vigilance croissants auxquels sont associés différentes mesures,.

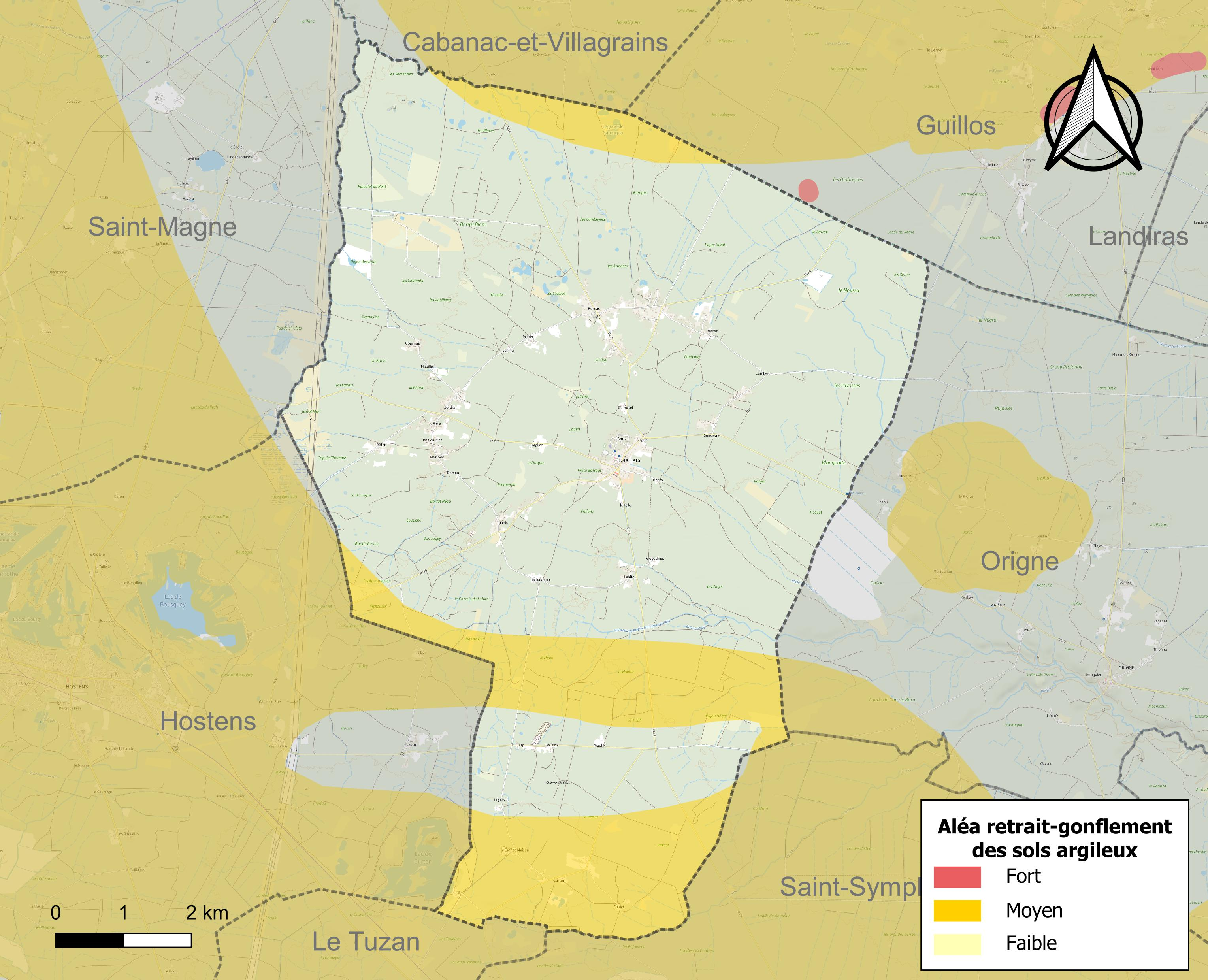
Carte des zones d'aléa retrait-gonflement des sols argileux de Louchats.

Le retrait-gonflement des sols argileux est susceptible d'engendrer des dommages importants aux bâtiments en cas d’alternance de périodes de sécheresse et de pluie. 18,6 % de la superficie communale est en aléa moyen ou fort (67,4 % au niveau départemental et 48,5 % au niveau national). Sur les 294 bâtiments dénombrés sur la commune en 2019, 12 sont en aléa moyen ou fort, soit 4 %, à comparer aux 84 % au niveau départemental et 54 % au niveau national. Une cartographie de l'exposition du territoire national au retrait gonflement des sols argileux est disponible sur le site du BRGM,.
Par ailleurs, afin de mieux appréhender le risque d’affaissement de terrain, l'inventaire national des cavités souterraines permet de localiser celles situées sur la commune.
Concernant les mouvements de terrains, la commune a été reconnue en état de catastrophe naturelle au titre des dommages causés par des mouvements de terrain en 1999.

### Énergie
Un site de production d'énergie  photovoltaïque est implanté à Louchats, au lieu-dit « Barrat Blanc ».

## Toponymie
La localité est dénommée Loishats en gascon[réf. nécessaire].

## Histoire
La commune a été créée en 1863 par détachement d'un hameau de la commune de Hostens.

Louchats au tout début du XXe siècle
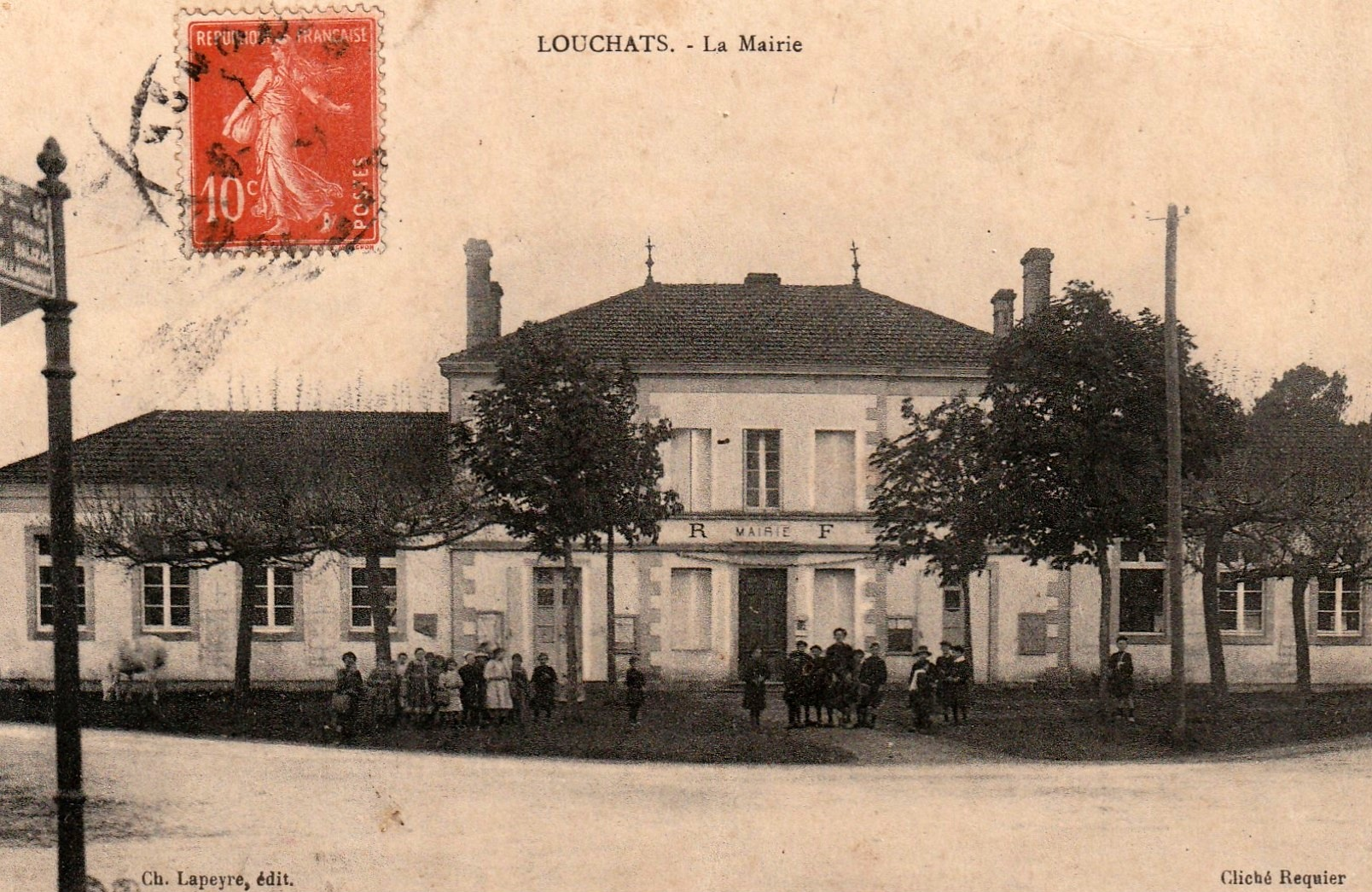
La mairie...
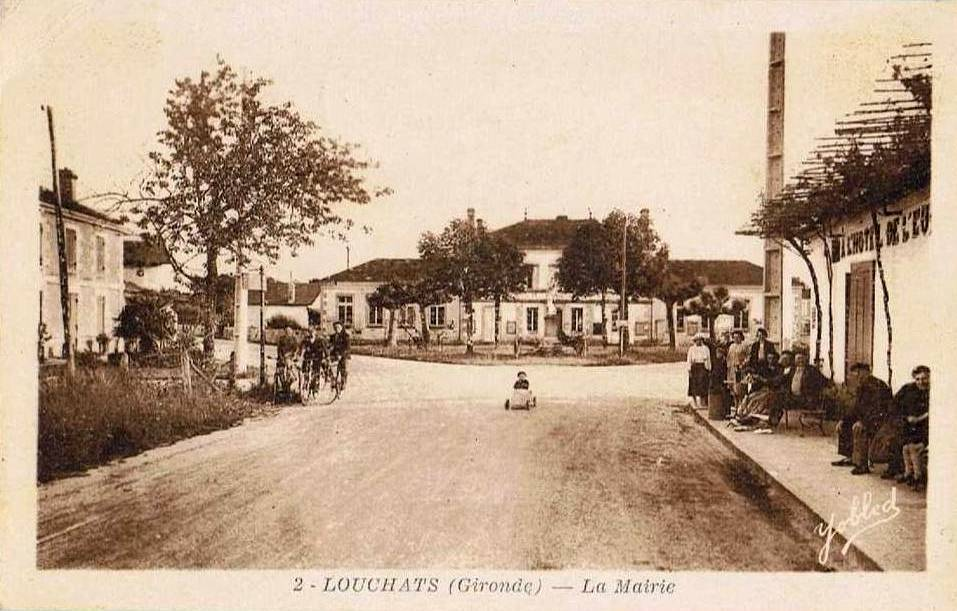
... et sa place.
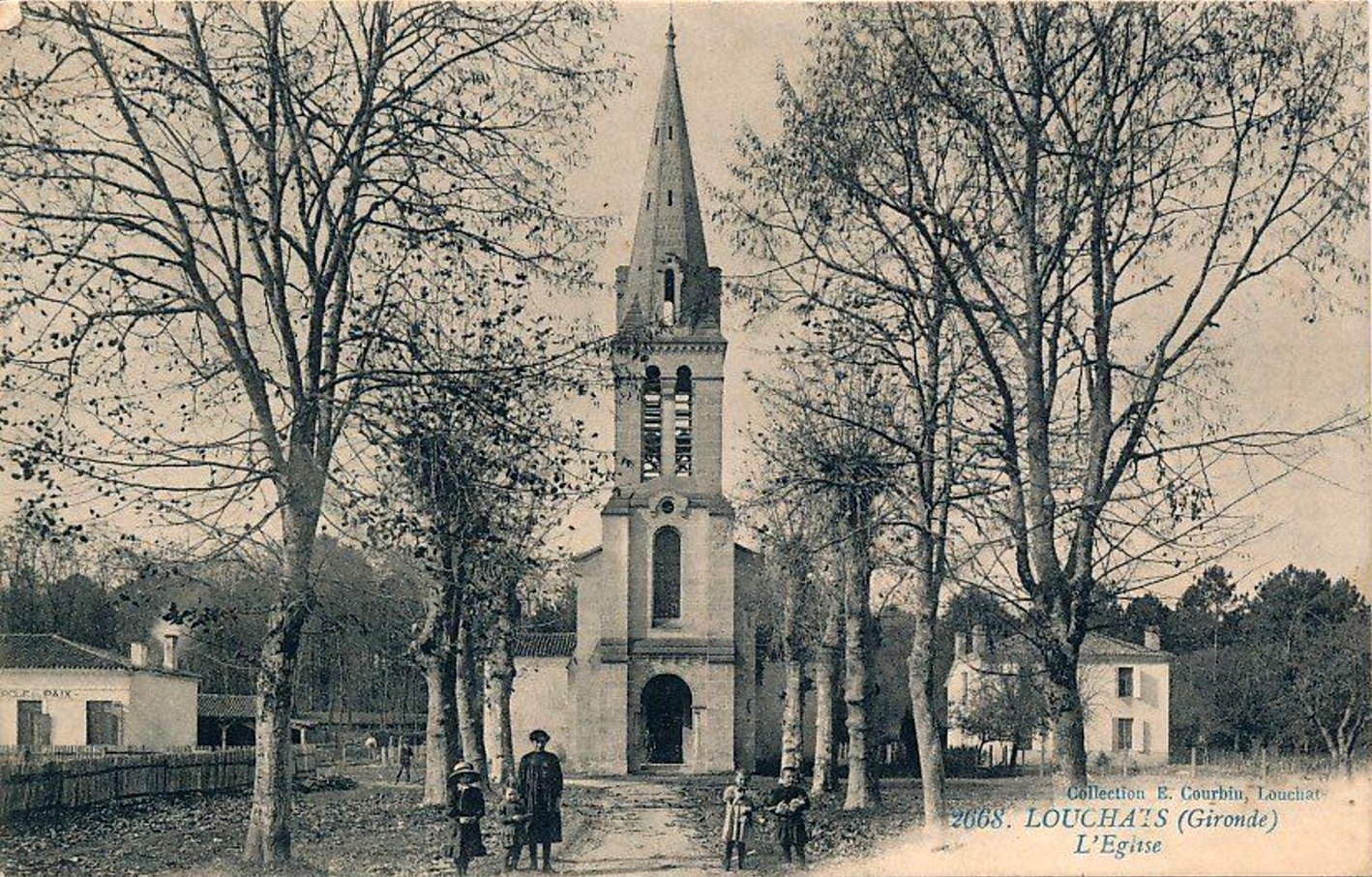
L'église.
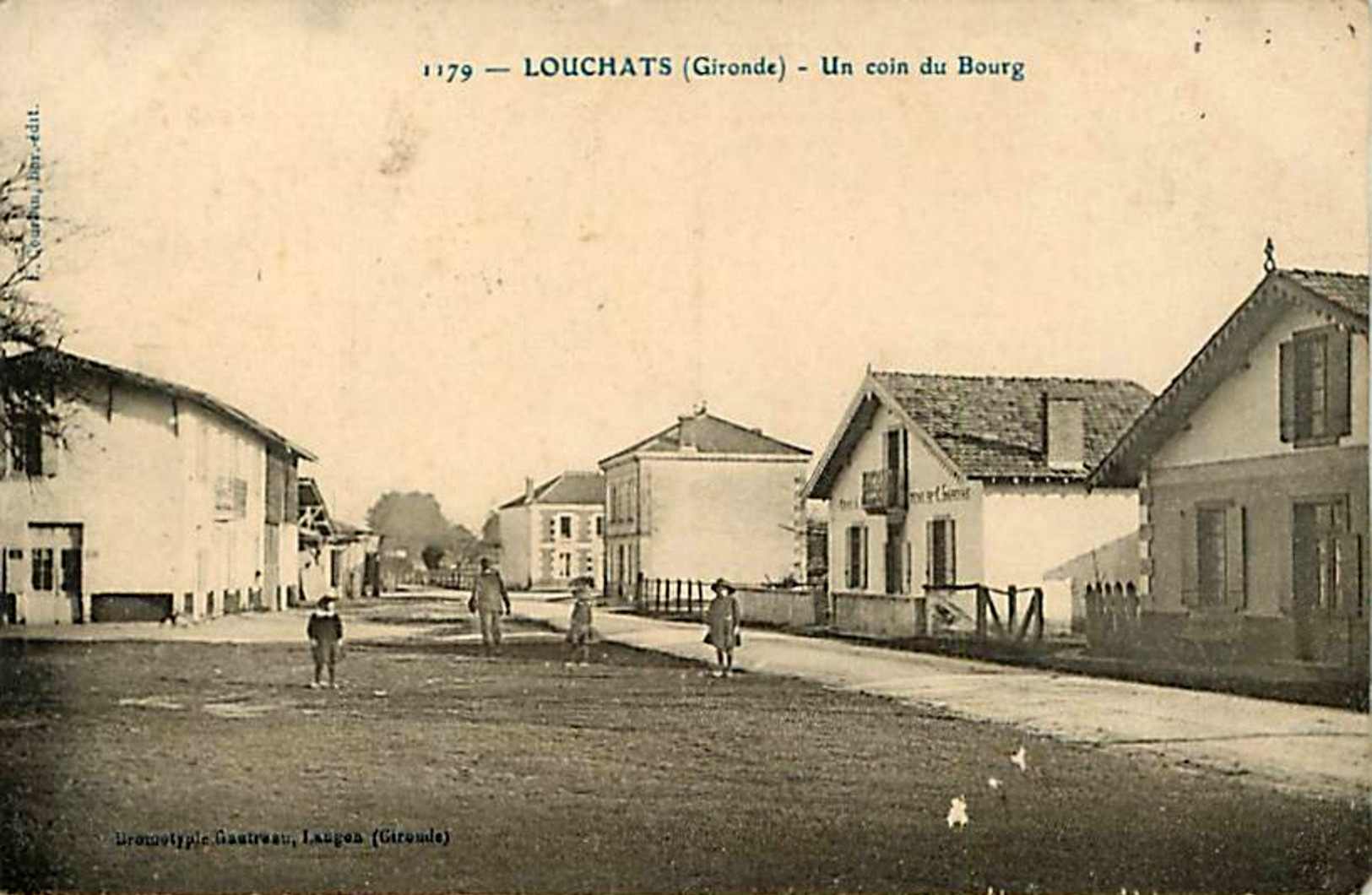
Un coin du bourg.
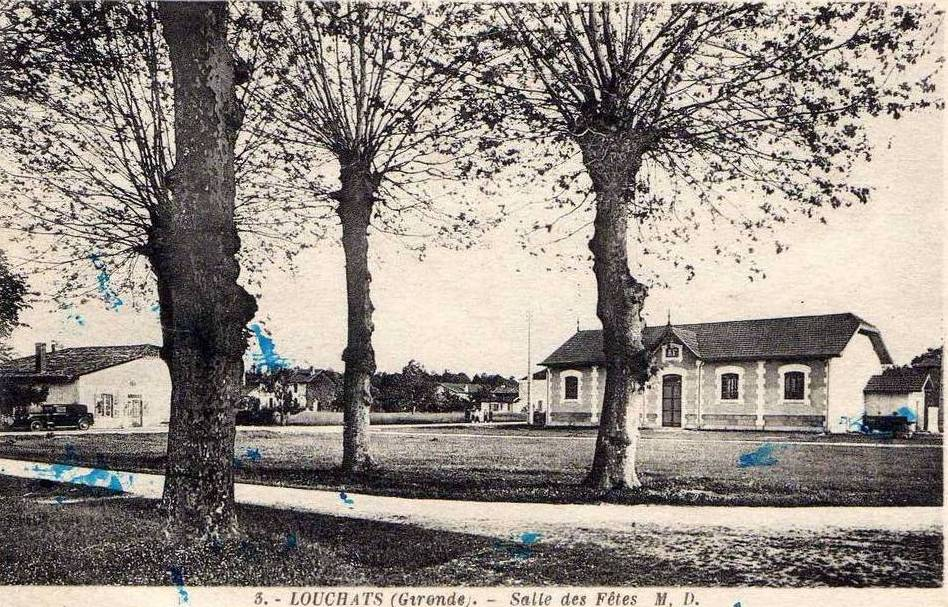
La salle des fêtes.

## Politique et administration

### Intercommunalité
Le 1er janvier 2014, la Communauté de communes du Pays paroupian ayant été supprimée, la commune de Louchats s'est retrouvée intégrée à la Communauté de communes du Sud Gironde siégeant à Mazères.

### Rattachements administratifs et électoraux

#### Rattachements administratifs
La commune se trouve depuis 1926 dans l'arrondissement de Langon du département de la Gironde.
Elle faisait partie depuis sa création en 1863  du canton de Saint-Symphorien. Dans le cadre du redécoupage cantonal de 2014 en France, cette circonscription administrative territoriale a disparu, et le canton n'est plus qu'une circonscription électorale.

#### Rattachements électoraux
Pour les élections départementales, la commune fait partie depuis 2014 du canton des Landes des Graves
Pour l'élection des députés, elle fait partie de la neuvième circonscription de la Gironde.

### Intercommunalité
Louchats était membre de la petite communauté de communes du Pays paroupian, un établissement public de coopération intercommunale (EPCI) à fiscalité propre auquel la commune avait transféré un certain nombre de ses compétences, dans les conditions déterminées par le code général des collectivités territoriales.
Conformément aux prescriptions de la loi de réforme des collectivités territoriales du 16 décembre 2010, qui a prévu le renforcement et la simplification des intercommunalités et la constitution de structures intercommunales de grande taille, cette intercommunalité a fusionné avec ses voisines  pour former, le 1er janvier 2014, la communauté de communes du Sud Gironde, dont est désormais membre la commune.

### Liste des maires
| Période                                  | Période                        | Identité          | Étiquette | Qualité                                              |
| ---------------------------------------- | ------------------------------ | ----------------- | --------- | ---------------------------------------------------- |
| Les données manquantes sont à compléter. |                                |                   |           |                                                      |
|                                          |                                |                   |           |                                                      |
| mars 2001                                | mars 2023                      | Philippe Carreyre | PS        | Agriculteur Ancien Conseiller général Démissionnaire |
| mai 2023,                                | En cours (au 30 novembre 2023) | Marc Viguié       |           | Cadre retraité                                       |

## Population et société
Les habitants sont appelés les Louchatais.

### Démographie
L'évolution du nombre d'habitants est connue à travers les recensements de la population effectués dans la commune depuis 1866. Pour les communes de moins de 10 000 habitants, une enquête de recensement portant sur toute la population est réalisée tous les cinq ans, les populations de référence des années intermédiaires étant quant à elles estimées par interpolation ou extrapolation. Pour la commune, le premier recensement exhaustif entrant dans le cadre du nouveau dispositif a été réalisé en 2007.

En 2022, la commune comptait 697 habitants, en évolution de −3,99 % par rapport à 2016 (Gironde : +6,91 %, France hors Mayotte : +2,11 %).
| 1866 | 1872 | 1876 | 1881 | 1886 | 1891 | 1896 | 1901 | 1906 |
| ---- | ---- | ---- | ---- | ---- | ---- | ---- | ---- | ---- |
| 901  | 815  | 837  | 813  | 803  | 786  | 745  | 734  | 712  |

| 1911 | 1921 | 1926 | 1931 | 1936 | 1946 | 1954 | 1962 | 1968 |
| ---- | ---- | ---- | ---- | ---- | ---- | ---- | ---- | ---- |
| 698  | 608  | 577  | 522  | 407  | 465  | 462  | 394  | 307  |

| 1975 | 1982 | 1990 | 1999 | 2006 | 2007 | 2012 | 2017 | 2022 |
| ---- | ---- | ---- | ---- | ---- | ---- | ---- | ---- | ---- |
| 228  | 300  | 425  | 538  | 683  | 704  | 704  | 724  | 697  |

## Culture locale et patrimoine

### Lieux et monuments
- Le Cercle de la Paix, l'un des cercle de Gascogne[30].
- Église Sainte-Croix de Louchats.

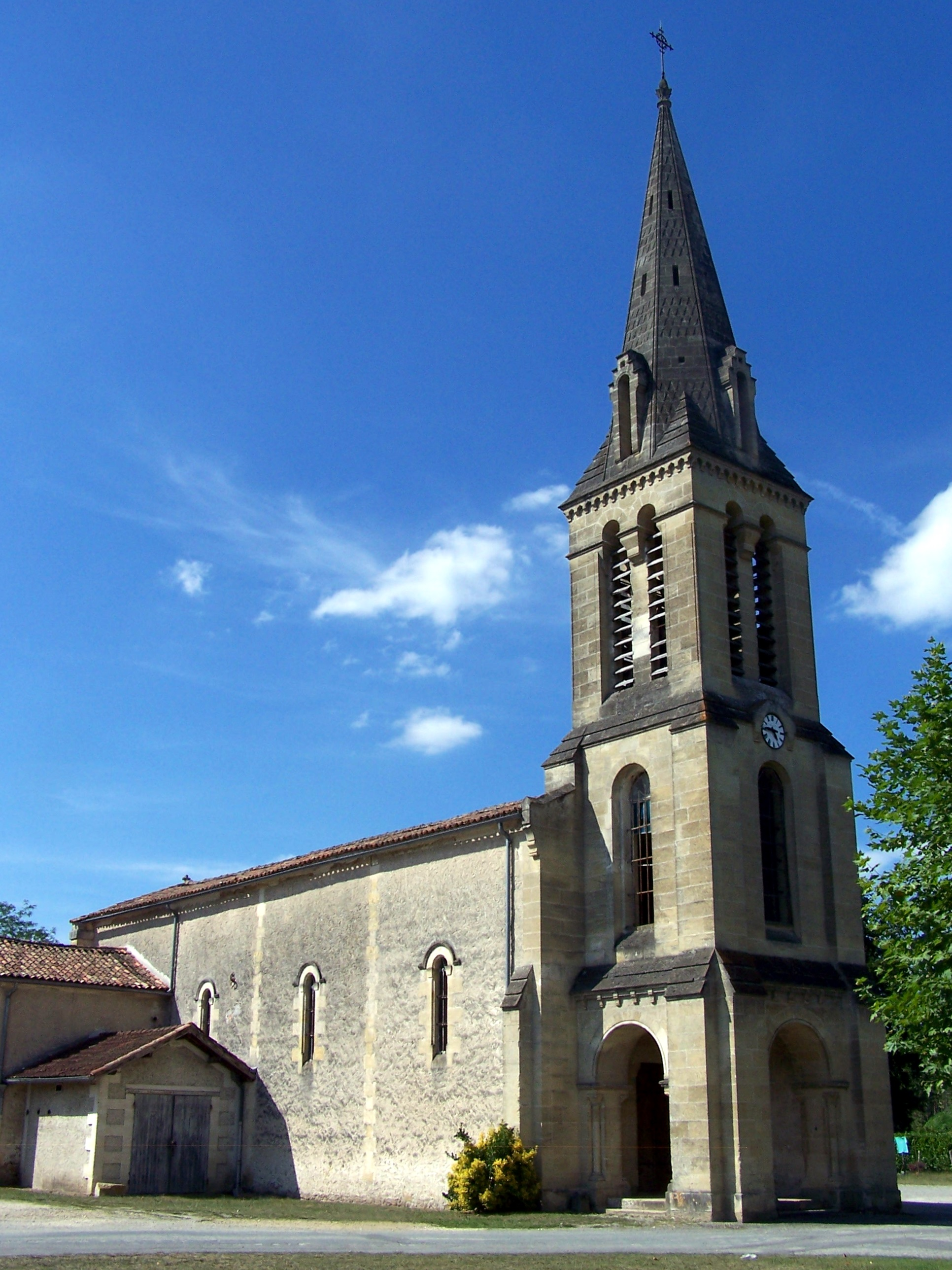
L'église Sainte-Croix (août 2010).
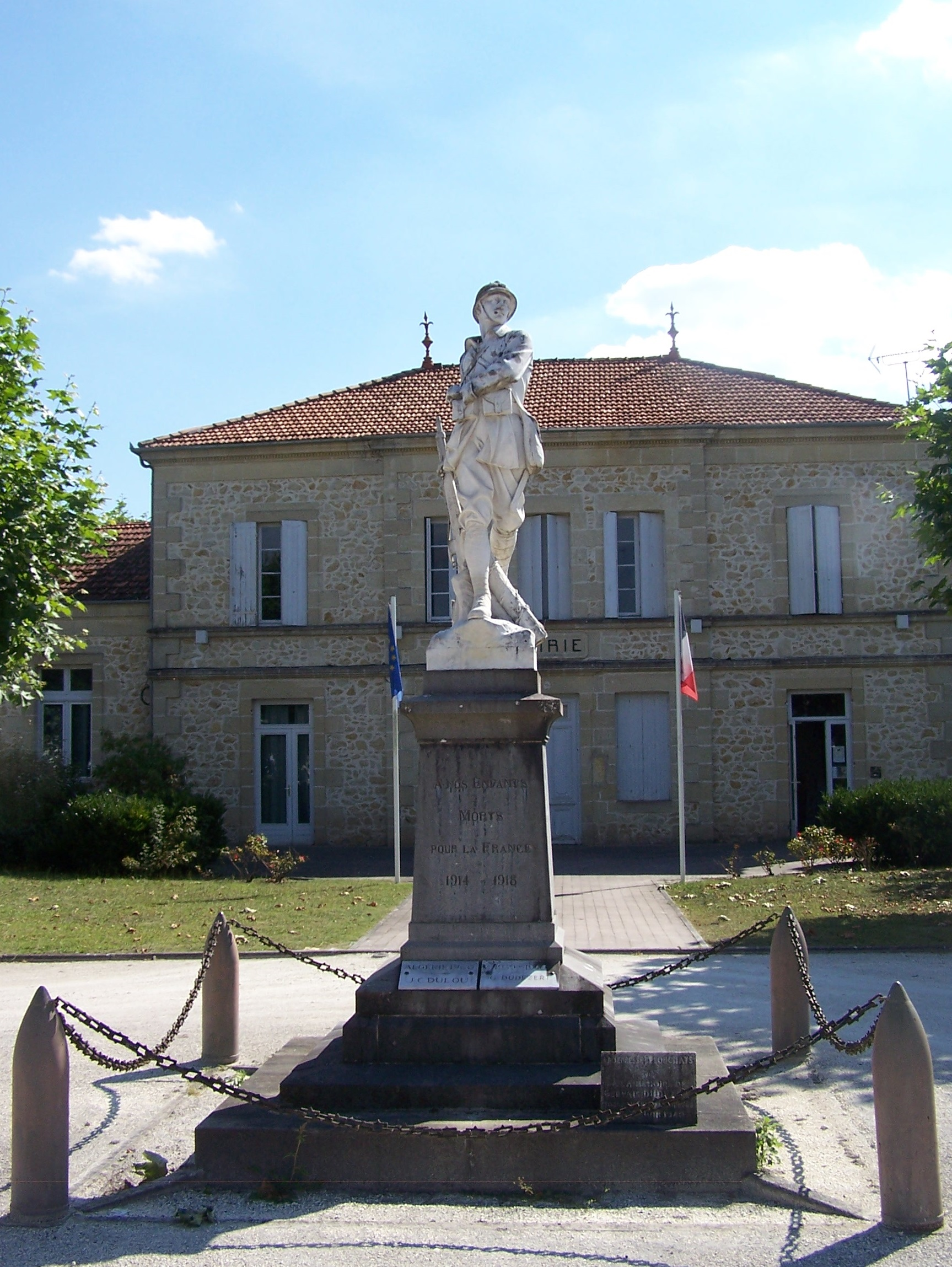
Le monument aux morts devant la mairie (août 2010).

## Pour approfondir